# National Institutes for Cultural Heritage
National Institutes for Cultural Heritage (jap. 国立文化財機構, Kokuritsu Bunkazai Kikō, wörtlich: „Organisation Nationaler Einrichtungen für Kulturgüter“, kurz: NICH) ist eine japanische Selbstverwaltungskörperschaft (独立行政法人, dokuritsu gyōsei hōjin), die dem Amt für kulturelle Angelegenheiten untersteht. Die Organisation wurde im April 2007 gegründet mit dem Ziel die japanischen Kulturgüter zu sammeln, zugänglich zu machen und zu bewahren. Diese Institution ist eine Dachorganisation, in der die Nationalmuseen mit den Forschungsinstituten für Kulturgüter vereint wurden. Sie hat ihren Hauptsitz im Nationalmuseum Tokio.
Die Organisation ist zugleich auch ein wichtiger Ansprechpartner für nichtstaatliche Organisationen, wie Religionsgemeinschaften, und Privatsammler. Sie erwirbt und restauriert Kulturgüter und macht sie der Öffentlichkeit und Forschung zugänglich. Zudem veranstaltet sie landesweite Bildungs- und internationale Informationsveranstaltungen. Dazu gehört auch die Organisation von Ausstellungen außerhalb Japans.
Die angeschlossenen Forschungsinstitute bereiten zudem die gewonnenen Erkenntnisse auf, stellen sie der Öffentlichkeit und Forschern zur Verfügung und verfeinern die Forschungsmethoden, wie etwa die Dendrochronologie. Dadurch können auch die Methoden der Restaurierung verbessert werden.
Zur Organisation gehören:
1. das Nationalmuseum Tokio
2. das Nationalmuseum Kyōto
3. das Nationalmuseum Nara
4. das Nationalmuseum Kyushu
5. das Nationale Forschungsinstitut für Kulturgüter Tōkyō (Tokyo Research Institute for Cultural Properties)
6. das Nationale Forschungsinstitut für Kulturgüter Nara (Nara National Research Institute for Cultural Properties)
7. das Internationale Forschungszentrum für immaterielle Kulturgüter Asien (アジア太平洋無形文化遺産研究センター, International Research Centre for Intangible Cultural Heritage in the Asia-Pacific Region) unter der Schirmherrschaft der UNESCO